# Grote Prijs Stad Zottegem 2011
Il Grote Prijs Stad Zottegem 2011, settantaseiesima edizione della corsa e valida come evento dell'UCI Europe Tour 2011 categoria 1.1, si svolse il 23 agosto 2011 su un percorso di 181,7 km. Fu vinta dal belga Svein Tuft che terminò la gara in 4h06'13", alla media di 44,27 km/h.
Al traguardo 38 ciclisti portarono a termine il percorso.

## Ordine d'arrivo (Top 10)
| Pos. | Corridore           | Squadra         | Tempo    |
| ---- | ------------------- | --------------- | -------- |
| 1    | Svein Tuft          | SpiderTech      | 4h06'13" |
| 2    | Willem Wauters      | Vacansoleil     | a 36"    |
| 3    | Adam Blythe         | Omega Pharma    | a 41"    |
| 4    | Troels Vinther      | Glud & Mars.    | s.t.     |
| 5    | Markus Eichler      | NSP             | s.t.     |
| 6    | Jean-Pierre Drucker | Verandas Wil.   | s.t.     |
| 7    | Gorik Gardeyn       | Vacansoleil     | s.t.     |
| 8    | Baptiste Planckaert | Landbouwkrediet | s.t.     |
| 9    | Wouter Mol          | Vacansoleil     | s.t.     |
| 10   | Jelle Wallays       | Topsport Vl.    | a 51"    |